# 영국 요리

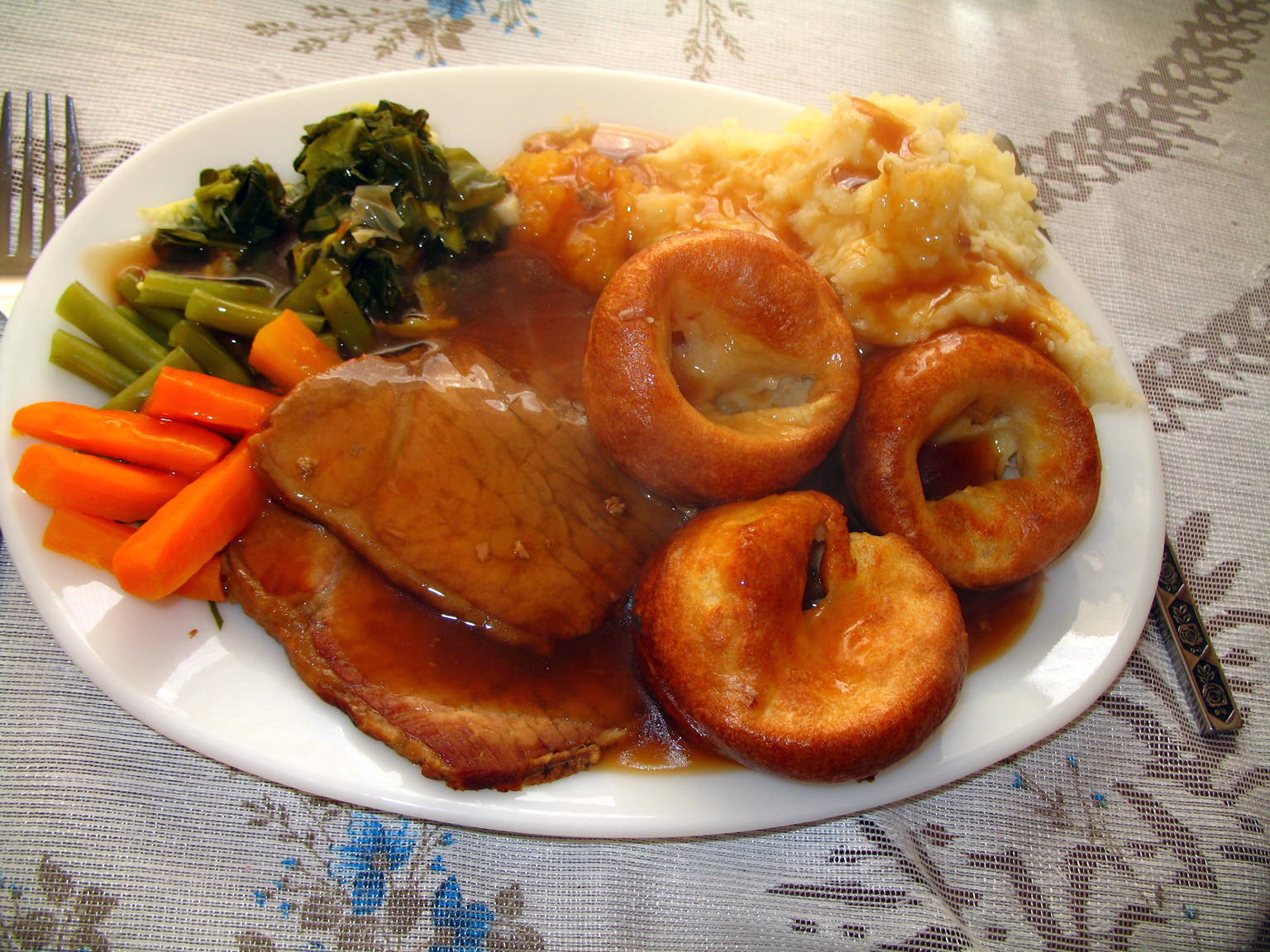
선데이 로스트

영국 요리(英國料理, 영어: British cuisine 브리티시 퀴진[*])는 서유럽에 있는 영국의 요리이다. 지방에 따라 그 특색도 다양하다. 대개는 자연히 환경의 영향을 받는다. 영국은 대륙이 아니라 섬나라이다 보니 온난한 기후를 접하고 있어 사뭇 다른 면모도 나타난다. 역사·문화적 환경을 받아 유럽 대륙의 영향도 적잖게 받았다. 근대 이후 신세계의 발견과 엄청난 국부의 성장으로 다문화 요소가 가미되어 지금에 와서는 이란, 중국, 인도 등의 영향도 나타난다고 볼 수 있다.
이런 영향으로 전통적으로 영국인들이 섭취해 온 빵이나 치즈, 구운 고기나 수프, 파이, 절인 대구, 청어 등은 감자나 토마토로 만든 소스, 칠리 고추를 이용하여 조리한다. 아메리카 대륙에서 온 재료들이다. 또한 커리를 이용하기도 하며 센 불에 프라이팬을 돌려가면서 볶는 중국식 요리법도 전해졌다. 프랑스 요리와 이탈리아 요리는 한때 이방국의 문화로 치부되었지만 지금에 와서는 아주 각광받는다. 영국은 미국으로부터의 영향도 많이 받은 곳이어서 요리 문화 또한 많이 받아들였다. 이 때 패스트푸드 문화도 흡수되었지만 영국의 요리 문화는 요리에 대한 관념과 특징을 자국의 방식대로 표현하고자 노력한다고 알려져 있다.

## 지역별 영국 요리

### 잉글랜드 요리
잉글랜드 요리는 그 나라의 온난한 기후, 섬이라는 지리적 특성과 역사에 의하여 형성되었다. 역사적으로 보면, 동유럽 국가들 그리고 대영 제국 시기에 이란, 중국, 인도로부터, 또한 제2차 세계 대전 후 이민자로부터 수입된 재료와 방식에 의하여 상호작용이 형성되었다. 결과적으로, 고대에 기원을 둔 빵이나 치즈, 굽거나 은근한 불로 끓인 고기, 사냥감으로 만든 파이(game pie), 민물고기, 바다물고기 등이 이제는 아메리카에서 건너온 감자, 토마토, 칠리 고추나 인도와 방글라데시에서 온 향신료와 커리, 중국과 태국요리에 기반한 팬볶음 등과 어울려 있다. 한때는 외래의 것으로 여겨지던 프랑스 요리나 이탈리아 요리도 이제는 받아들여지고 모방되고 있다. 영국은 미국으로부터 즉석식이라는 혁명을 재빨리 수용하였고, 전 세계로부터 요리 관련 아이디어들을 끊임없이 받아들이고 있다.

### 스코틀랜드 요리

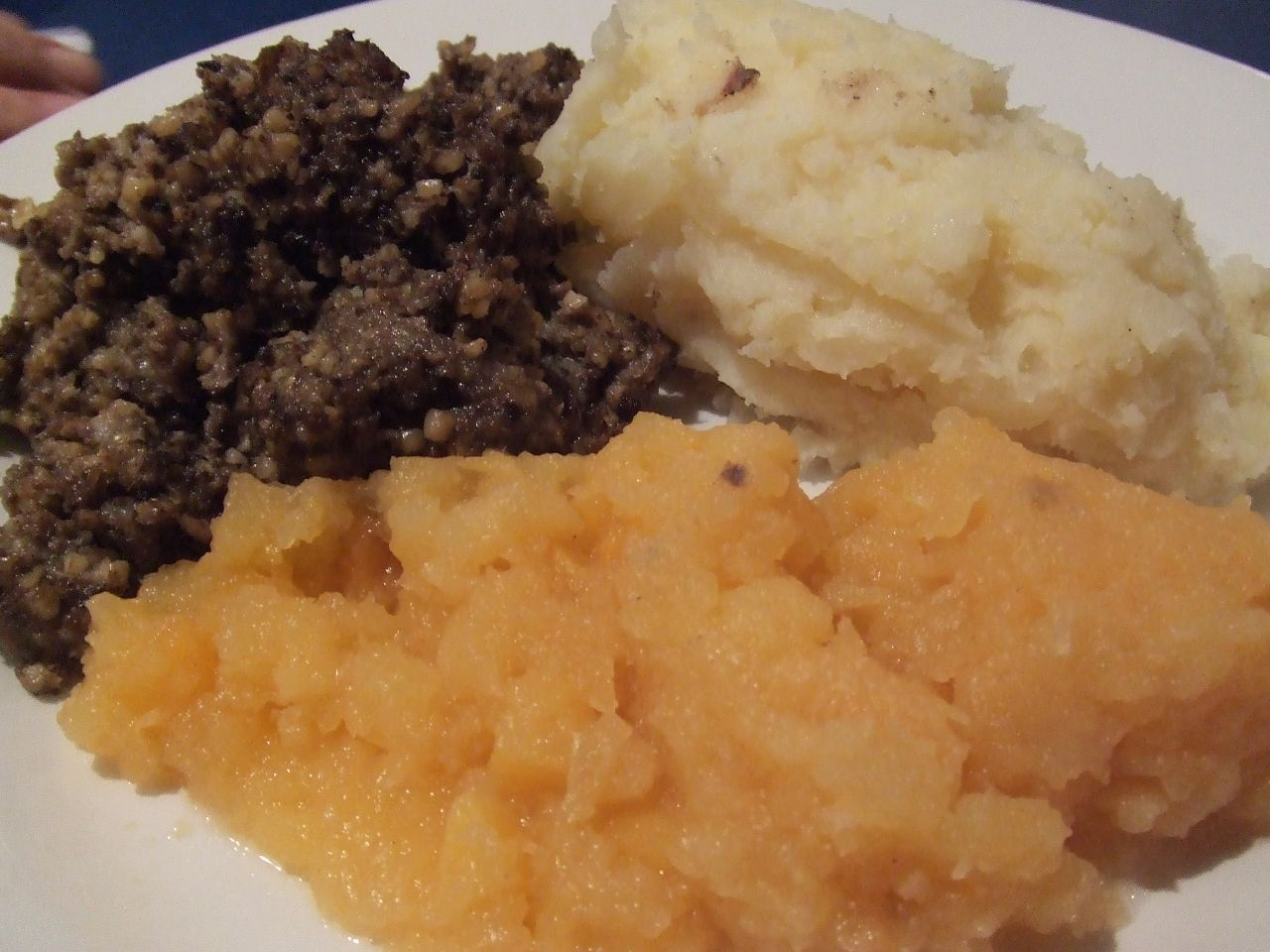

스코틀랜드 요리는 영국 전역에서 나타나는 요리의 본질적인 요소를 갖고 있지만 독자적인 요리법이 있다. 대개는 주변국과 주변 지방의 영향을 많이 받았기 때문인데 이민이 이뤄지면서 스코틀랜드의 전통 요리가 세계적으로 퍼졌고 대중이 받아들이게 되었기 때문이다.
과일, 채소, 낙농품과 가금류가 많이 쓰이며 예로부터 조금 비싼 향신료를 가미하는 관습이 있었다. 웰빙 푸드가 존재하지만 대다수 요리들의 지방 함유량이 높고, 주식으로 삼는 육류의 경우 영양 결핍이 양산되는 경우가 많아 비만률이 높게 나타나는 편이다. 최근에는 신선한 과일이나 채소에 대한 관심이 상당히 높아지고 있지만 저소득층의 비율이 높은 편이어서 식단이 좋지는 않다.

### 웨일스 요리

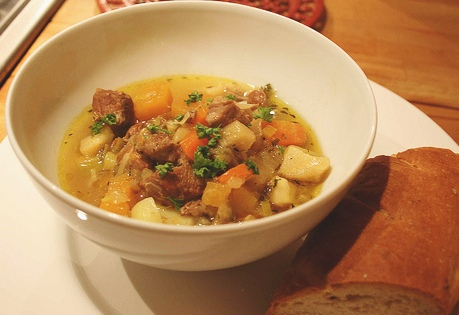

웨일스 요리는 웨일스를 대표한다. 영국의 다른 지방 요리에서 많은 영향을 받았으며, 그 만큼 영향을 많이 주었다.
웨일스 지방은 소떼 방목을 많이 하나, 전통적으로 양고기가 많이 등장한다.
20개 이상의 웨일스 토착 맥주가 존재한다. 거의 대부분은 1970년대 이후 출시된 것이다. 그러나 19세기부터 전해져 내려오는 토착 맥주도 있다.

### 북아일랜드 요리
북아일랜드 요리는 아일랜드의 나머지 섬과 거의 유사하다. 이 지역에서는 울스터 프라이가 특히 유명하다.

## 같이 보기
- 유럽 요리
- 선데이 로스트, 로스트 비프
- 요크셔 푸딩
- 피시 앤드 칩스
- 스카치 에그
- 포리지